# Лужница (Калужская область)
Лужница — деревня в Куйбышевском районе Калужской области России в составе сельского поселения «Село Бутчино».

## География
Расположена на юго-западе области вблизи Смоленской на реке Луженке, примерно в 252 км (по шоссе) от Калуги и в 12 км от районного центра.
Высота центра селения над уровнем моря — 217 м.
На 2021 год в Лужнице улиц или переулков не числится.

## История
В 1677 году вотчинная деревня брянского Петровского монастыря в составе Хвощенской волости Брянского уезда: 92 крестьянина в 17 дворах.
В 1782 году описывалась как расположенная по обеим сторонам рек Поперешная и Серебренка и вместе с деревнями Гулча, Синевка и Ивашковичи находилась во владении экономического ведомства.
После реформы 1861 года вошла в Бутчинскую волость Жиздринского уезда.

## Население
По данным на 1859 год в деревне насчитывалось 101 двор и 847 жителей.
В конце 1870-х — 121 двор и 898 жителей.
Согласно переписи 1897 года — 1005 жителей, все православные.
В 1913 году — 1450 жителей.
| 2002 | 2010 |
| ---- | ---- |
| 223  | ↘145 |

## Инфраструктура
Личное подсобное хозяйство.
В 1913 году в деревне имелась церковно-приходская школа.

## Транспорт
Через деревню проходит автодорога межмуниципального значения 29 ОП МЗ 29Н-259 «Киров — Бетлица» — Лужница — «Бетлица — Ветьмица — Бутчино».